# Colapso da função de onda
Em certas interpretações da mecânica quântica, o colapso da onda é um dos dois processos pelos quais um sistema quântico aparentemente evolui de acordo com as leis da mecânica quântica.  Isto é também conhecido como colapso do vetor de estado. A existência do colapso da função de onda é necessária: na versão da interpretação de Copenhague onde a função de onda é real; na denominada interpretação transacional. Por outro lado, o colapso não ocorre: na versão da interpretação de Copenhague onde a função de onda não é real; na interpretação baseada em histórias consistentes; na interpretação de muitos mundos; na interpretação de Bohm.
No geral, sistemas quânticos existem como a superposição de estados fundamentais, e evoluem no tempo segundo a equação de Schrödinger, que é um dos dois processos mencionados no começo deste artigo – um processo incluído em todas as interpretações.  A contribuição de cada estado fundamental para toda função de onda é chamada de amplitude. Contudo, quando a função de onda colapsa, da perspectiva de um observador o estado parece "pular" para um dos estados fundamentais e unicamente adquirir o valor das propriedades medidas que são associadas com aquele estado fundamental em particular.
Tendo realizado a medição de um sistema observável A, a probabilidade de colapsar para um estado particular de A é  diretamente proporcional à raiz quadrada do módulo da amplitude (geralmente complexa) associada a ele. Por consequência, em experimentos tais como dupla fenda, cada foton individual chega a um ponto discreto da tela, mas como mais e mais fótons são acumulados, eles formam um padrão de interferência geral. Após o colapso, o sistema evoluirá de acordo com a equação de Schrödinger.
O grupo de fenômenos descritos pela expressão colapso da função de onda é um problema fundamental na interpretação da mecânica quântica como problema da medição. O problema não foi realmente confrontado pela interpretação de Copenhague que simplesmente postula que esta é uma característica especial do processo de "medição". A interpretação de muitos mundos de Everett contornou o problema descartando o processo de colapso, pela reformulação da relação entre o aparato de medição e o sistema de tal forma que uma linha das leis da mecânica quântica seja universal, isto é, o único processo de acordo com o qual os sistemas quânticos evoluem é governado pela equação de Schrödinger.  Freqüentemente preso como a interpretação de muitos mundos mas não limitado a este processo físico de entrelaçamento, o qual causa um colapso aparente, o entrelaçamento é também importante para interpretação baseada nas Histórias consistentes.
Note que uma descrição geral da evolução dos sistemas de mecânica quântica é possível pela utilização de operadores de densidade e operadores quânticos. Neste formalismo (o qual é muito próximo do formalismo da álgebra C*) o colapso da função de onda corresponde ao operador quântico não unitário.